# WTA de Lexington
O WTA de Lexington – ou Top Seed Open, na última edição – foi um torneio de tênis profissional feminino, de categoria WTA International.
Realizado em Lexington, no estado do Kentucky, nos Estados Unidos, estreou desde 2020 e durou uma edição. Sua adição aconteceu durante o primeiro ano da pandemia de COVID-19, quando os protocolos de segurança sanitária foram severos a ponto de não haver competições por cinco meses. No retorno, em agosto, serviu de torneio preparatório ao US Open. Não continuou nos anos seguintes. Os jogos eram disputados em quadras duras durante o mês de agosto.

## Finais

### Simples
| Ano  | Campeã         | Vice-campeã   | Resultado |
| ---- | -------------- | ------------- | --------- |
| 2020 | Jennifer Brady | Jil Teichmann | 6–3, 6–4  |

### Duplas
| Ano  | Campeãs                     | Vice-campeãs                 | Resultado |
| ---- | --------------------------- | ---------------------------- | --------- |
| 2020 | Hayley Carter Luisa Stefani | Marie Bouzková Jil Teichmann | 6–1, 7–5  |